# Wolf 424
Wolf 424 är en dubbelstjärna i norra delen av stjärnbilden Jungfrun som också har variabelbeteckningen FL Virginis. Den har en kombinerad skenbar magnitud av ca 12,5 och kräver ett kraftfullt teleskop för att kunna observeras. Baserat på parallax enligt Gaia Data Release 3 på ca 223,5 mas, beräknas den befinna sig på ett avstånd på ca 14,6 ljusår (ca 4,5 parsek) från solen. Den rör sig närmare solen med en heliocentrisk radialhastighet på ca -2 km/s.

## Egenskaper
Wolf 424 är en dubbelstjärna som består av två röda dvärgstjärnor. Den snäva binära naturen hos stjärnan upptäcktes av den nederländsk-amerikanske astronomen Dirk Reuyl 1941, baserat på en elongation hos stjärnan som visas på fotografier. De två stjärnorna i Wolf 424 kretsar kring varandra i en bana med en halv storaxel på 4,1 AE och en excentricitet på 0,3. Stjärnorna har en omloppsperiod på 15,5 år och har en sammanlagd skenbar magnitud på ca 12,5.

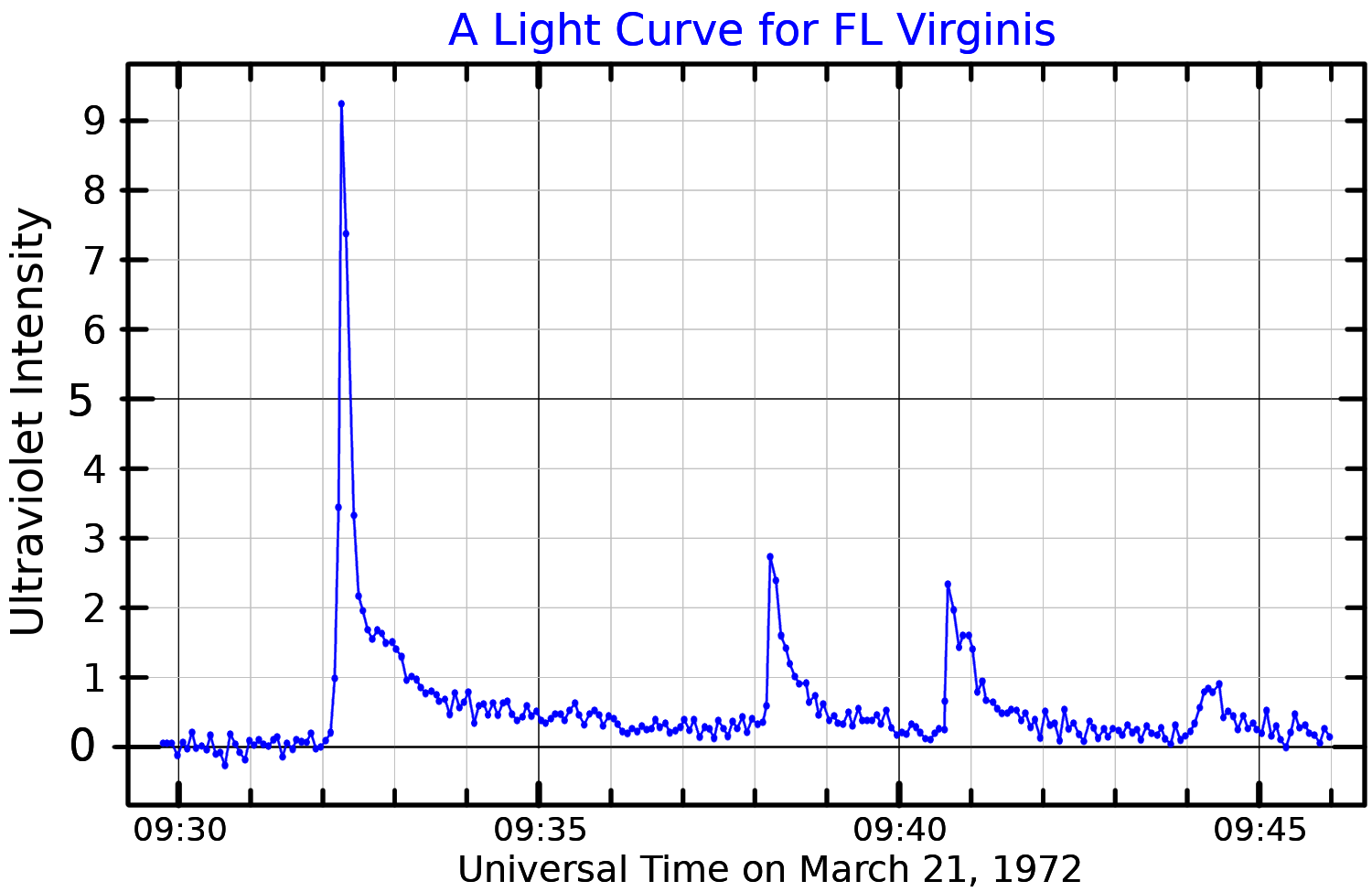
Ljuskurva i ultraviolett våglängd för FL Virginis, plottad från Moffett (1972). Kurvan visar intensitet över stjärnans vilointensitet.

Primärstjärnan Wolf 424 A är en röd dvärgstjärna i huvudserien av spektralklass dM6e. Den har en massa av ca 0,14 solmassa (147 Jupitermassor) och en radie på 0,17 solradie. Dess följeslagare, Wolf 424 B, är en sval röd dvärgstjärna i huvudserien med en massa av ca 0,13 solmassa (136 Jupitermassor) och en radie på 0,14 solradie. De är två av de svagaste kända objekten inom 15 ljusår från solen. År 1967 upptäcktes att båda är flarestjärnor som genomgår slumpmässiga ökningar av ljusstyrkan. Systemet har betecknats FL Virginis och kan uppvisa stjärnfläcksaktivitet. Stjärnorna kan genomgå variationer i nivån av flareaktivitet under perioder som varar i flera år.